# 2-ethylhexanol
2-ethylhexanol, of meer systematisch: 2-ethylhexan-1-ol, is een organische verbinding met als brutoformule C8H18O. In sommige vakgebieden buiten de scheikunde wordt de stof ook wel als octanol aangeduid. Het is een kleurloze vloeistof met een kenmerkende geur. De stof is slecht oplosbaar in water, maar wel in de meeste andere organische oplosmiddelen. De voornaamste toepassing van 2-ethylhexanol is de productie van bis(2-ethylhexyl)ftalaat, een weekmaker. Daarnaast wordt het ook gebruikt als oplosmiddel.

## Synthese
De bereiding van 2-ethylhexanol is een vervolg op de hydroformylering van propeen tot butanal (het nevenproduct isobutyraldehyde is hierbij ongewenst). Butanal wordt eerst bij verhoogde temperatuur en in een verdunde waterige oplossing van natriumhydroxide omgezet in 2-ethylhexenal via een aldol-reactie, met gelijktijdige afsplitsing van water. 2-ethylhexenal is niet oplosbaar in water en vormt een drijflaag die gemakkelijk kan verwijderd worden. In een tweede stap wordt 2-ethylhexenal dan katalytisch gehydrogeneerd tot 2-ethylhexanol.

## Toxicologie en veiligheid
De stof reageert hevig met sterk oxiderende stoffen.
De stof is irriterend voor de ogen, de huid en de luchtwegen. De stof kan effecten hebben op het centraal zenuwstelsel.